# Evaporação flash

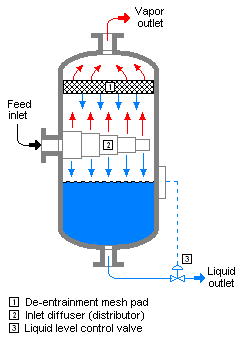
Esquema de uma câmara flash

Evaporação flash (ou evaporação parcial) é o fenômeno que ocorre quando um fluxo de líquido saturado passa por uma redução de pressão pela passagem através de uma válvula de estrangulamento ou outro dispositivo de estrangulamento
Este processo é uma das operações unitárias mais simples. Se a válvula de estrangulamento ou o dispositivo está localizado na entrada de um vaso de pressão para que a evaporação instantânea ocorra no interior do vaso, o vaso é muitas vezes referida como um tanque flash ou câmara flash.
Se o líquido saturado possui um único componente (por exemplo, o propano líquido ou amônia líquida), uma parte do líquido imediatamente "flasheia" em vapor. Tanto o vapor quanto o líquido residual são resfriadas à temperatura de saturação do líquido na pressão reduzida. Isso muitas vezes é denominado como "auto-refrigeração" e é a base da maioria dos sistemas convencionais de refrigeração por compressão de vapor.
Se o líquido saturado é um líquido multi-componente (por exemplo, uma mistura de propano, butano e isobutano normal), o vapor "flasheado" é rico em componentes mais voláteis do que é o líquido remanescente.
Evaporação flash descontrolada pode resultar em uma explosão do vapor de expansão de um líquido sob pressão, BLEVE.